# Nathan Clifford

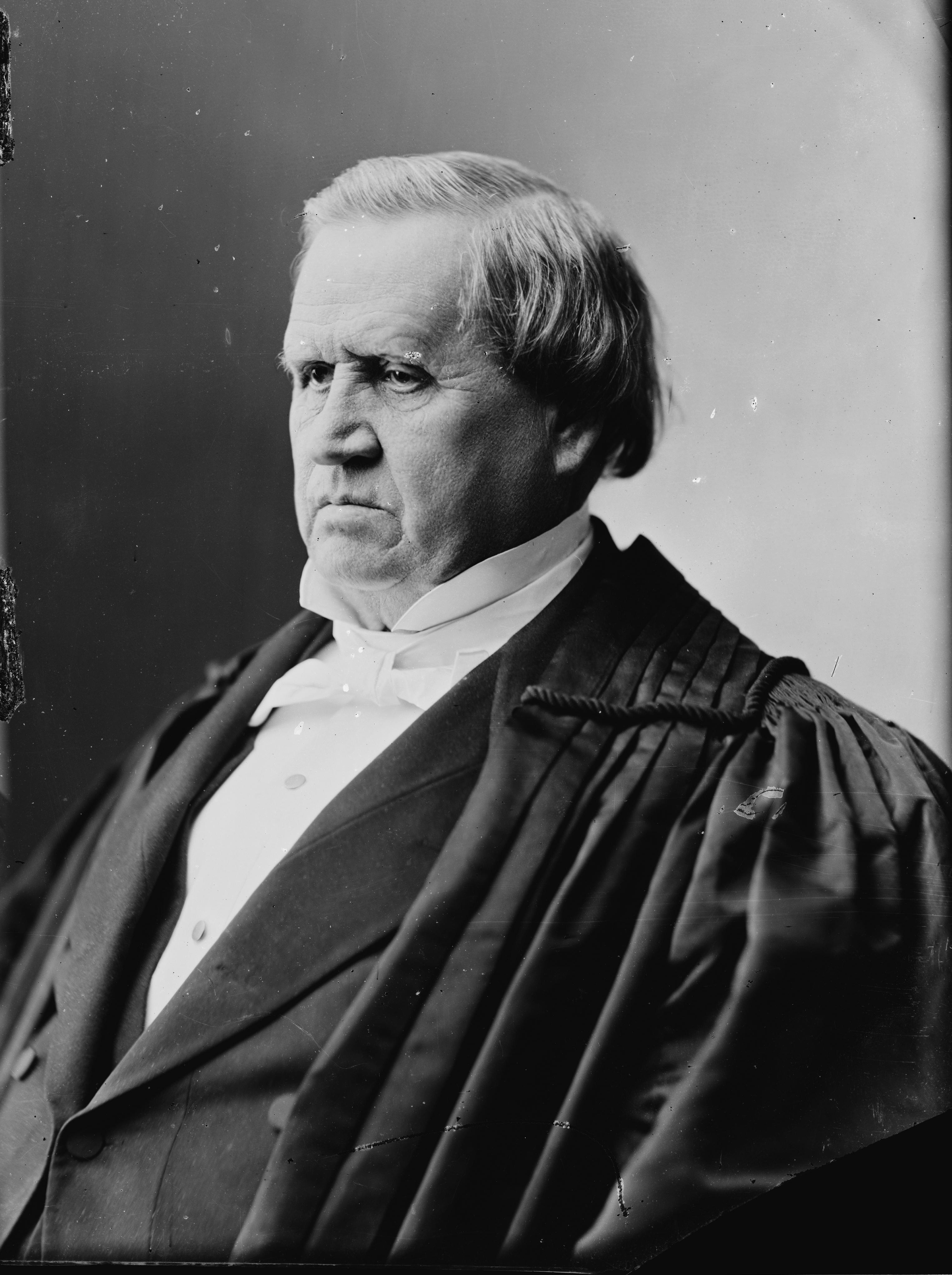
Nathan Clifford

Nathan Clifford (* 18. August 1803 in Rumney, Grafton County, New Hampshire; † 25. Juli 1881 in Cornish, Maine) war ein US-amerikanischer Jurist, Diplomat, Politiker, Justizminister (Attorney General) und Richter am United States Supreme Court.

## Studium und berufliche Laufbahn
Der Sohn eines Farmers absolvierte zunächst ein allgemein bildendes Studium. Nachdem er einige Zeit als Lehrer tätig gewesen war, studierte er die Rechtswissenschaften. Nach der anwaltlichen Zulassung begründete er 1827 seine erste Kanzlei in Newfield (Maine). 1848 ließ er sich als Rechtsanwalt in Portland nieder.

## Politische Laufbahn

### Abgeordneter in Maine und in Washington
Clifford begann seine politische Laufbahn 1830 mit der Wahl zum Abgeordneten des Repräsentantenhauses von Maine, dem er bis 1834 angehörte und dessen Speaker er von 1832 bis 1834 als Nachfolger von Benjamin White war. Von 1834 bis 1838 war er Justizminister (Attorney General) von Maine.
Am 4. März 1839 wurde er als Demokrat zum Abgeordneten des US-Repräsentantenhauses gewählt. Dort vertrat er bis zum 3. März 1843 die Interessen des zweiten sowie danach des dritten Kongresswahlbezirks von Maine. 1842 verzichtete er auf eine Wiederwahl.

### Justizminister unter Präsident Polk und Diplomat
Am 17. Oktober 1846 berief ihn Präsident James K. Polk als Justizminister (Attorney General) in sein Kabinett, nachdem der bisherige Amtsinhaber John Y. Mason zum Marineminister ernannt worden war. Dieses Amt übte er bis zum 17. März 1848 aus.
Unmittelbar danach war er vom 18. März 1848 bis zum 6. September 1849 als Nachfolger von John Slidell außerordentlicher und bevollmächtigter Gesandter in Mexiko. Kurze Zeit vor seinem Amtsantritt wurde am 2. Februar 1848 der Vertrag von Guadalupe Hidalgo unterzeichnet. Dieser Vertrag beendete den Mexikanisch-Amerikanischen Krieg (1846–48). Nach den Niederlagen, die Mexiko im Krieg erlitten hatte, blieb der mexikanischen Regierung keine andere Möglichkeit als die Unterzeichnung des Vertrages, der letztlich auch dazu führte, dass Kalifornien und das ganze Gebiet zwischen Texas und Kalifornien US-amerikanisch wurden.

### Richter am Supreme Court
Am 28. Januar 1858 berief ihn Präsident James Buchanan als Nachfolger des zurückgetretenen Benjamin Robbins Curtis zum Richter am Obersten Gerichtshof (United States Supreme Court), dem er bis zu seinem Tod angehörte. Die Berufung wurde kurz danach mit einer knappen 26:23-Stimmenmehrheit durch den Senat bestätigt, da viele Senatoren zögerlich wegen seiner Befürwortung der Sklaverei waren.
Als Bundesrichter befasste Clifford sich hauptsächlich mit Handelsrecht, Seerecht, Regelungen zum Grundbesitz in Mexiko sowie Prozessrecht. Auch wenn er selten rechtsphilosophische Ausführungen zum Verfassungsrecht machte, war er doch ein Verfechter der strikten Trennung von Bundesrecht und dem Recht der einzelnen Bundesstaaten. Seine wichtigste verfassungsrechtliche Erklärung stellt seine abweichende Meinung zum Urteil Loan Association v. Topeka dar, in der er eine Art natürliches Recht oder jeden anderen Grund außerhalb der Verfassung zur Verhinderung parlamentarischer Gesetze ablehnte. Insgesamt verfasste er innerhalb seiner 23-jährigen Tätigkeit als Richter 398 Mehrheitsentscheidungen des Supreme Court.
1877 war er Präsident der Wahlkommission zur Entscheidung der Präsidentschaftswahl von 1876. Mit der Mehrheit von nur einer Stimme wurde Rutherford B. Hayes zum Sieger der Wahlen erklärt, wobei Clifford für seinen demokratischen Parteifreund Samuel J. Tilden votiert hatte.

## Veröffentlichungen
- United States Circuit Court Reports. 2 Bände. Boston 1869